# إنجر لاسين
إنجر لاسين (بالدنماركية: Inger Lassen)‏ هي ممثلة دانمركية، ولدت في 27 يوليو 1911 بالدنمارك، وتوفيت في 30 ديسمبر 1957.

## وصلات خارجية
- إنجر لاسين على موقع IMDb (الإنجليزية)
- إنجر لاسين على موقع قاعدة بيانات الأفلام السويدية (السويدية)
- إنجر لاسين على موقع قاعدة بيانات الفيلم (الإنجليزية)
- إنجر لاسين على موقع كينوبويسك (الروسية)